# نيك جنسن
نيك جنسن (بالإنجليزية: Nick Jensen)‏ هو لاعب هوكي الجليد أمريكي، ولد في 21 سبتمبر 1990 في سانت بول في الولايات المتحدة.

## وصلات خارجية
- نيك جنسن على موقع دوري الهوكي الوطني (الإنجليزية)
- نيك جنسن على موقع EliteProspects.com (الإنجليزية)
- نيك جنسن على موقع HockeyDB.com (الإنجليزية)
- نيك جنسن على موقع Hockey-Reference.com (الإنجليزية)